# 1,8-ビス(ジメチルアミノ)ナフタレン
1,8-ビス(ジメチルアミノ)ナフタレン (1,8-bis(dimethylamino)naphthalene) は、有機化学において用いられる塩基性化合物の一種。水素陽イオン（プロトン、H+）を強く捕捉して離さない性質があるため、「プロトンスポンジ」の別名がある（シグマ・アルドリッチ社の商標）。

## 強い塩基性
プロトンスポンジの共役酸の酸解離定数 (pKa) は約12.34（水溶液中）と、単なるアミンとしては異常に強い塩基性を示す。これはその特殊な構造によっている。通常芳香族アミンの窒素原子は芳香環との共役のため平面構造をとるが、プロトンスポンジでは4つのメチル基の立体反発によって平面の配置を取り得ず、ひずんだ構造となっている。ここにプロトンがやってくると2つの窒素原子にキレートされる形で強く結合し、安定化される。このためプロトンスポンジは水素イオンを捕捉する速度は速くないが、一度結合すると解離速度が極めて遅いという特異な性質を持つ。
また窒素上のメチル基が減ると塩基性は大きく低下し、トリメチル誘導体の pKa は約6.43と100万倍も低いことが知られている。またプロトンスポンジの 2,7 位にメトキシ基がついたり、フルオレンの 4,5 位にジメチルアミノ基を持ったものはさらに強い塩基性を示す。ジメチルアミノ基の代わりにホスファゼン塩基をつけたさらなる強塩基も開発されている。
ちなみに、プロトンスポンジのアミノ基をボランに置き換えた1,8-ナフタレンジイルビス(ジメチルボラン)はヒドリドスポンジと呼ばれ、プロトンスポンジとは逆にヒドリドと強く結合する性質を持つ。

## 用途
有機合成において、微量のプロトン源によって反応が妨害される場合、プロトンスポンジの添加が効果的な場合がある。